# Fukano Ecuko
Fukano Ecuko (Óita, 1972. február 17. –) japán nemzetközi női labdarúgó-játékvezető.

## Pályafutása

### Nemzeti játékvezetés
A játékvezetői vizsgát 1992-ben szerezte meg. Pályafutása során hazája legfelső szintű labdarúgó-bajnokságának játékvezetője lett.

### Nemzetközi játékvezetés
A Japán labdarúgó-szövetség Játékvezető Bizottsága (JB) 2006-ban terjesztette fel nemzetközi játékvezetőnek, a Nemzetközi Labdarúgó-szövetség (FIFA) bíróinak keretébe. Több nemzetek közötti válogatott és klubmérkőzést vezetett.  
| Időpont           | Helyszín                | Mérkőzés típusa           | Mérkőzés               |
| ----------------- | ----------------------- | ------------------------- | ---------------------- |
| 2007. február 23. | Városi Stadion, Taskent | első nemzetközi mérkőzése | Üzbegisztán–Ausztrália |

#### Világbajnokság
2008-ban Új-Zéland rendezte az U17-es női labdarúgó-világbajnokságot, ahol a FIFA JB hivatalnokként foglalkoztatta.
| Időpont           | Helyszín                                      | Mérkőzés típusa        | Mérkőzés               | Eredmény | Nézők száma |
| ----------------- | --------------------------------------------- | ---------------------- | ---------------------- | -------- | ----------- |
| 2008. november 4. | Városi Stadion, Wellington                    | selejtező (A. csoport) | Kolumbia–Új-Zéland     | 1 : 3    | 3 546       |
| 2008. október 29. | Queen Elizabeth II Park Stadion, Christchurch | selejtező (B. csoport) | Costa Rica–Németország | 0 : 5    | 4 105       |
| 2008. november 2. | Városi Stadion, Wellington                    | selejtező (D. csoport) | Nigéria–Anglia         | 0 : 1    |             |

2010-ben Németország rendezte az U20-as női labdarúgó-világbajnokságot, ahol a FIFA JB játékvezetőként foglalkoztatta.
| Időpont          | Helyszín                      | Mérkőzés típusa        | Mérkőzés               | Eredmény | Nézők száma |
| ---------------- | ----------------------------- | ---------------------- | ---------------------- | -------- | ----------- |
| 2010. július 13. | Ruhr Stadion, Bochum          | selejtező (A. csoport) | Kolumbia–Franciaország | 1 : 1    | 2 500       |
| 2010. július 17. | Rudolf-Harbig Stadion, Drezda | selejtező (D. csoport) | Egyesült Államok–Svájc | 5 : 0    | 17 234      |

A világbajnoki döntőhöz vezető úton Németországban a VI., a 2011-es női labdarúgó-világbajnokságon a FIFA JB bíróként alkalmazta.
| Időpont          | Helyszín                      | Mérkőzés típusa        | Mérkőzés                    | Eredmény | Nézők száma |
| ---------------- | ----------------------------- | ---------------------- | --------------------------- | -------- | ----------- |
| 2011. június 30. | Ruhr Stadion, Bochum          | selejtező (A. csoport) | Kanada–Franciaország        | 0 : 4    | 16 591      |
| 2011. július 6.  | Volkswagen Stadion, Wolfsburg | selejtező (C. csoport) | Svédország–Egyesült Államok | 2 : 1    | 23 468      |